# Adozione dell'euro in Svezia
     Zona euro
     UE appartenenti agli AEC II
     UE appartenenti agli AEC II con deroga
     UE non appartenenti agli AEC II
     Non UE che usano bilateralmente l'euro
     Non UE che usano unilateralmente l'euro
L'adozione dell'euro in Svezia è il percorso che la Svezia ha intrapreso per adottare l'euro.
Lo Stato è membro dell'Unione europea dal 1º gennaio 1995, ma continua ancora ad usare la sua valuta nazionale, la corona svedese.
Non si conosce una data per l'ingresso del paese nella zona euro, sebbene la Commissione europea segnali che il Paese rispetta solo quattro dei cinque Parametri di Maastricht necessari per passare alla moneta unica.

## Referendum
Nel 2003 si tenne un referendum per un'ipotetica adozione dell'euro entro il gennaio 2006. L'esito fu negativo, e la corona svedese fu mantenuta.

## Consenso pubblico
Dalle rilevazioni dell'Eurobarometro, nelle quali veniva posta la domanda "Parlando in generale, lei è personalmente più a favore o contro l'idea dell'introduzione dell'euro nel proprio paese?" si può tracciare la seguente tabella:
| Anno | Mese   | Decisamente a favore | Abbastanza a favore | Abbastanza contro | Decisamente contro | Non sa/non risponde | Totale a favore | Totale contro |
| ---- | ------ | -------------------- | ------------------- | ----------------- | ------------------ | ------------------- | --------------- | ------------- |
| 2015 | aprile | 5%                   | 34%                 | 28%               | 25%                | 3%                  | 44%             | 53%           |

Sempre alle rilevazioni Eurobarometro, alla domanda  "Lei pensa che l'introduzione dell'euro avrà conseguenze positive o negative per la Svezia?" gli intervistati hanno risposto:
| Anno | Mese   | Conseguenze positive | Conseguenze negative | Non sa/non risponde |
| ---- | ------ | -------------------- | -------------------- | ------------------- |
| 2015 | aprile | 31%                  | 62%                  | 7%                  |

## Faccia nazionale
Il disegno per le monete euro svedesi non è stato ancora stabilito.